# Alex Dowsett
Alex Dowsett (n. 3 octombrie 1988, Maldon, Anglia, Regatul Unit) este un ciclist englez membru al echipei Israel Start-Up Nation. A deținut recordul orei din mai până în iunie 2015, după ce a parcurs 52,937 km pe velodromul din Manchester. A câștigat medalia de aur în proba de contratimp la Campionatele Europene U21 din 2010 și a devenit de 5 ori campion britanic la proba de contratimp. El este hemofil.

## Rezultate în Marile Tururi

### Turul Franței
2 participări
- 2015: abandon în etapa a 12-a
- 2019: locul 151

### Turul Italiei
3 participări
- 2013: locul 148, câștigător al etapei a 8-a
- 2018: locul 120
- 2020: câștigător al etapei a 8-a